# 이상운
이상운(한국 한자: 李相運, 1960년 6월 13일 ~ )은 대한민국의 희극배우 겸 방송인이다.

## 활동
얼굴이 메기를 닮아서 메기라는 닉네임으로 유명한 그는 한양대학교 기계공학과와 명지대학교 사회개발대학원에서 공부하여 학사와 석사 학위를 취득하였다. 1981년 MBC 문화방송 개그 콘테스트를 통해 데뷔하였으나 1년만 MBC에서 희극 배우로 활동한 뒤 병역의 의무를 이행하기 위해 학사사관으로 복무했다. 전역한 이후에는 방송사를 바꿔 KBS에서 활동했다. KBS 쇼 비디오 자키의 네로 25시에서 메기테리우스 역, 《유머 일번지》의 《동작그만》 등에 출연하여 인기를 얻었으며 특히 《동작그만》에서 '메기 병장'이라는 별명으로 유명해졌다.
대한민국 육군 소위(육군 학사사관 4기)로 임관하여 1983년 3월부터 1986년 8월까지 복무, 1986년 8월에 중위로 예편을 하며 병역의 의무를 이행하였다.
1989년에는 영화 《쫄병수첩》의 주연으로 영화배우 데뷔하기도 하였다.
형인 이상균은 국군체육부대장을 역임했으며 준장으로 예편하였다.

## 데뷔
- 1981년 연극배우 데뷔
- 1981년 MBC 문화방송 개그콘테스트
- 1982년 KBS 한국방송공사 개그콘테스트 이동

## 출연작
- 《일요일 밤의 대행진》 (MBC)
- 《유머1번지》 (KBS 2)
  - 동작그만
  - 장미빛 인생
- 《쇼 비디오 자키》 (KBS 2)
  - 네로 25시
  - 고슴도치 가족
- 《코미디쇼 7080》 (KBS)
  - 동작그만
- 《가족오락관》 (KBS)
- 《TV는 사랑을 싣고》 (KBS 1)
- 《TV쇼 진품명품》 (KBS 1)
- 《TV데이트》 (KBS 2)
- 《쇼! 행운열차》 (KBS 2)
  - S.W.A.T 폭소특공대
- 《코미디 파일》 (KBS 2)
  - 차카게 살자

## CF 작품
- 롯데제과 메가톤 바(1989년 ~ 1991년)

## 기타
- 동작그만으로 인해 관심병사 이미지가 강하지만 실제로는 학사사관 출신이며 형제가 모두 장교 출신이다. 이상운의 동생인 이상균은 예비역 준장으로 국군체육부대장을 역임했다.

## 같이 보기
- 이경규
- 김병조
- 이용식
- 엄용수
- 김학래
- 장두석
- 최병서
- 배영만
- 이성미
- 김정렬
- 최양락
- 이봉원
- 황기순